# Банко (персонаж)
Банко (англ. Banquo [ˈbæŋkwoʊ]), тан Лохабера (англ. Thane of Lochaber) — персонаж пьесы Уильяма Шекспира 1606 года «Макбет». В пьесе Банко сначала выступает союзником Макбета (они оба являются военачальниками королевской армии), и они вместе встречают трёх ведьм, которые предсказывают, что Макбет станет королём, а потомки Банко будут владеть троном. Макбет, жаждущий власти, видит в Банко угрозу и убивает его, сыну Банко, Флинсу, удаётся сбежать. В одной из последующих сцен призрак Банко появляется во время публичного праздника, вызывая у Макбета страх.
Шекспир позаимствовал персонаж Банко из «Хроник» Рафаэля Холиншеда — истории Британии, опубликованой в 1587 году. В «Хрониках» Банко выступает не верноподданным короля, а союзником Макбета в убийстве Дункана. Шекспир предположительно изменил персонажа с тем, чтобы угодить королю Якову, который считал себя потомком Банко. Критики часто рассматривают Банко как второстепенного героя, противопоставленного главному и сопротивляющегося злу там, где Макбет ему поддаётся. Тем не менее иногда его мотивы остаются неясными, и некоторые критики сомневаются в их чистоте. В частности, он не делает ничего, чтобы обвинить Макбета в убийстве короля, хотя имеет основания считать Макбета виновным.

## Первоисточник

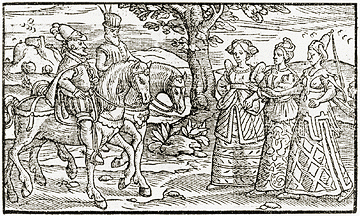
Макбет и Банко встречают трёх ведьм. Гравюра из «Хроник» Холиншеда

Шекспир часто обращался к «Хроникам Англии, Шотландии и Ирландии» Рафаэля Холиншеда как к источнику тем для своих пьес. Для «Макбета» он позаимствовал оттуда несколько историй. Холиншед описывает Банко как историческую фигуру: он сообщник Макбета в убийстве короля Дункана и играет важную роль в обеспечении того, чтобы Макбет, а не Малькольм, сын Дункана, занял трон в результате дворцового переворота. Холиншед, в свою очередь, опирался на «Scotorum Historiae» (1526-7) Гектора Бойса. Труд Бойса — наиболее ранняя известная работа, в которой упоминается Банко и его сын Флинс, и такие литературоведы как Дэвид Бевингтон считают, что Бойс сам придумал этих персонажей. Однако во времена Шекспира они считались историческими фигурами и обладали больши́м весом — в частности, король Яков I обосновывал свои притязания на трон в том числе и своим происхождением от Банко. Стюарты происходили от Уолтера Фиц-Алана, первого великого стюарда Шотландии, который, как в то время считалось, был внуком Флинса и дочери Грифида ап Лливелина, Несты ап Грифид. В действительности Уолтер Фиц-Алан был сыном бретонского рыцаря Алана Фиц-Флаада.
В пьесе Шекспира Банко не причастен к убийству, короля убивает Макбет. Почему Банко Шекспира настолько отличается от персонажа, описанного Холиншедом и Бойсом, неизвестно, хотя критики предложили несколько возможных объяснений. Первая из них — риск, связанный с изображением предка Якова убийцей и участником заговора с целью свержения законного короля, а также желание автора польстить могущественному покровителю. Но, возможно, Шекспир изменил персонаж просто потому, что не было никакой драматургической необходимости в ещё одном соучастнике убийства. Между тем, был нужен яркий контраст Макбету, и эта роль, по утверждению многих учёных, была отведена Банко. Возможно, аналогичными мотивами руководствовался Жан де Шаландр, когда он писал о Банко в «Stuartide» в 1611 году и видоизменил персонажа, изобразив его благородным и достойным человеком, «образцом доблести и добродетели», по выражению Д. В. Маскелла.
Роль Банко в перевороте, который следует за убийством, объяснить сложнее. Верность Банко Макбету, а не Малькольму, после смерти Дункана делает его пассивным соучастником переворота: Малькольм, принц Камберлендский, является законным наследником престола, а Макбет — узурпатором. Дэниел Амнеус, однако, утверждает, что, когда Росс и Ангус сообщают о благодарности короля Дункана и о том, что Макбету «в залог почёта» (в оригинале — «greater honor») был дарован титул тана Кавдорского, Макбету на самом деле был передан титул принца Камберленда. В этом случае не Малькольм, а Макбет становится следующим в очереди на престол и никакого переворота не требуется, что фактически снимает вопрос о неоднозначности персонажа Банко.

## Роль в пьесе

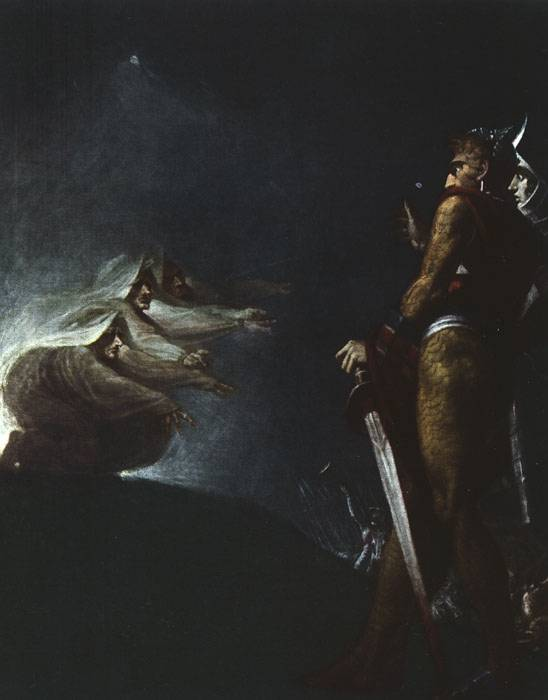
Макбет и Банко с ведьмами. Генри Фюзели

Во второй сцене пьесы король Дункан описывает, как Макбет и Банко смело повели свою армию против захватчиков, сражаясь бок о бок. В следующей сцене Банко и Макбет, возвращаясь после боя, сталкиваются с тремя ведьмами, которые предсказывают Макбету, что он станет таном Кавдорским, а затем — королём. Скептически настроенный Банко требует от ведьм предсказать и его будущее. Ведьмы ему пророчат, что сам он не взойдёт на трон, но его потомки станут королями. Банко скептически относится к предсказаниям ведьм и после встречи с ними размышляет вслух о том, может ли демон говорить правду. Он предупреждает Макбета, что слуги тьмы честны с людьми в мелочах, но предают в главном.
Макбет убивает короля и овладевает троном. Банко — единственный, кто знает о встрече с ведьмами — сомневается в том, что Макбет совершил цареубийство, чтобы захватить трон, но, размышляя наедине с собой, предполагает: «Боюсь, нечисто ты играл…» («I fear / Thou play’dst most foully for 't».). Он оказывает почтение новому королю Макбету и присягает на верность. Позже, опасаясь, что потомки Банко, а не его собственные, будут править Шотландией, Макбет посылает людей, чтобы убить Банко и его сына Флинса. Во время схватки Банко сдерживает нападавших, чтобы Флинс мог бежать, но сам погибает. В четвёртой сцене третьего акта появляется призрак Банко, чтобы преследовать Макбета на пиру. Перепуганный Макбет видит его, в то время как для его гостей призрак невидим. В четвёртом акте он является в видении, посланном тремя ведьмами, в котором Макбет видит династию королей, произошедших от Банко.
Несмотря на значимость Банко как персонажа для сюжета, у него меньше строк в пьесе чем у относительно незначительного персонажа Росса, шотландского дворянина.

## Анализ образа

### Противопоставление Макбету

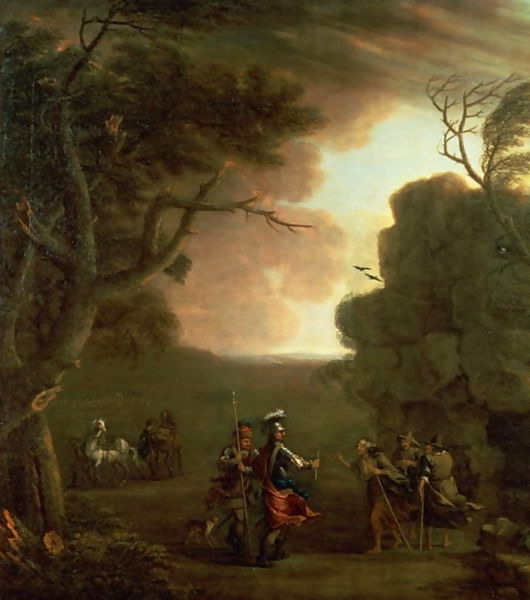
Макбет и Банко встречают трёх ведьм. Джон Вуттон (John Wootton, 1682—1764)

Многие исследователи рассматривают Банко в качестве персонажа, противопоставленного главному — Макбету (в английском литературоведении для обозначения таких персонажей используется термин foil). В частности, Макбет охотно принимает пророчество трёх ведьм как истинное и стремится поспособствовать его воплощению. Банко, напротив, сомневается как в пророчествах ведьм, так и в истинных намерениях этих по-видимому злых существ. Банко постоянно сопротивляется искушениям зла в пьесе, молясь небесам о помощи, в то время как Макбет стремится ко тьме и молит о том, чтобы злые силы помогли ему. Во втором акте, после того, как Банко видит Дункана в постели, он говорит: «На небе бережливо / Все свечи погасили» («There’s husbandry in heaven, / Their candles are all out»). Это предчувствие наступающей тьмы в ассоциации со злодеяниями Макбета повторяется перед убийством самого Банко, когда он говорит своему сыну Флинсу: «А ночью дождь пойдёт» («it will be rain to-night»).
Противопоставление Банко Макбету создаёт ряд напряжённых моментов в пьесе. В первой сцене второго акта Балы, / Мысль гнусную во мне вы укротите, / Что ищет к сонному пути!» («Merciful powers, / cursed thoughts that nature / gives way to in repose!»), а с приближением Макбета он требует меч обратно. П. Вестбрук полагает, что этот эпизод означает, что Банко видел сны о своём участии в убийстве короля Дункана с тем, чтобы занять трон для своей семьи, как пророчествовали ему три ведьмы. С точки зрения такого прочтения эпизода, Банко в своём добродушии так сильно противится этим мыслям, что отдаёт свой меч и кинжал Флинсу, чтобы быть уверенным, что они не сбудутся. Но он так нервничает при приближении Макбета, что требует меч обратно. О. Хеннебергер же полагает, что мысли Банко меньше связаны с убийством короля и больше с тем, как быть с Макбетом. По мнению этого исследователя, Банко просто отложил свой меч на ночь, а при появлении Макбета, с поступками которого были связаны его видения, взял меч в качестве меры предосторожности.
В конце концов, Макбет приходит к выводу, что он не может больше доверять Банко и рассчитывать на его помощь, и решает его убить из-за угрозы для своего новоприобретенного трона. Способность Банко продолжать свою жизнь в новых формах (он призрачно присутствует на банкете, а его дух живёт во Флинсе) также представляет собой противопоставление, на этот раз — неминуемой гибели Макбета.

### Сцены с призраком
Когда по ходу пьесы Макбет повторно обращается к ведьмам, они показывают ему убитого Банко вместе с восемью его потомками. Это видение очень обеспокоило Макбета, который хотел быть не только королём, но и основателем династии. Сцена несёт в себе глубокий смысл: считалось, что король Яков, занимавший трон, когда «Макбет» был написан, был потомком Банко в десятом поколении. Таким образом, Шекспир оказал сильную поддержку Якову в его правах на трон по линии преемственности, а для зрителей времён Шекспира изобразил реальное свершение пророчества ведьм о Банко — о том, что его сыновья займут трон.
Появление Банко в виде призрака в сцене пира указывает на пробуждение совести Макбета. Победа Банко над смертью проявляется символично — он фактически занимает место короля во время праздника. Потрясённый Макбет описывает Банко как «коронованного» двадцатью ранениями, используя слова, образно говорящие об узурпации трона. Призрак Банко лишил Макбета мужества, как крови, отхлынувшей от побледневших щёк. Как только дух исчезает, Макбет объявляет: «Ну что? Теперь ушёл он. / Мужчина снова я».
Сцена пира, как и видение династии потомков Банко, стала темой литературоведческого анализа. В частности, было выдвинуто предположение о том, что на банкете появлялся не один, а, возможно, два призрака: Банко и Дункана. Исследователи, полагающие, что призрак Дункана принял участие в пире, утверждают, что строчки, с которыми Макбет обращается к призраку, в равной степени применимы и к убитому королю. Например, слова «Ты уличить не можешь» («Thou canst not say I did it») могут означать, что Макбет не тот человек, кто на самом деле убил Банко, или же что Дункан, который спал, когда Макбет убил его, не может утверждать, что видел убийцу. Некоторые строчки, которые Макбет обращает к призраку, например, «в костях твоих мозг высох» («Thy bones are marrowless»), не могут быть правомерно отнесены к Банко, который умер незадолго до начала банкета.
Учёные также спорят о том, действительно ли в пьесе Макбету являются призраки, или это всего лишь его воображение. В пользу второй трактовки говорит то, что у Макбета уже была галлюцинация — нож, зависший в воздухе — перед убийством Дункана. В некоторых постановках призрак Банко не выходил на сцену во время банкета, что усиливало у публики чувство, что Макбет сходит с ума, так как зрители не видели призрака, который, по утверждению Макбета, там был. Исследователи, выступающие против такой трактовки, утверждают, что если видение кинжала являлось чем-то необычным, то призраки убитых жертв выглядели для суеверной публики правдоподобными. Форма существования призраков в других пьесах Шекспира, в частности, в таких как «Гамлет» и «Сон в летнюю ночь», неоднозначна, и они иногда даже ставят под сомнение собственное присутствие.

## Театральные и кинематографические интерпретации

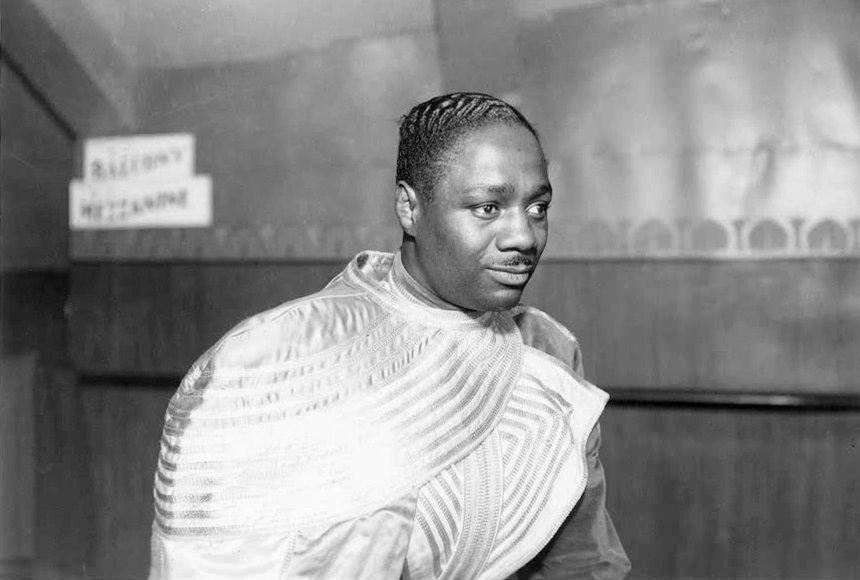
Канада Ли в роли Банко в постановке «Вуду Макбет» 1936 года

Роль Банко, особенно сцена с призраком на пиру, стала предметом различных интерпретаций. Хотя текст Шекспира гласит: «Входит призрак Банко и садится на место Макбета» («Enter Ghost of Banquo, and sits in Macbeth’s place»), в некоторых телевизионных постановках Банко внезапно появлялся в кресле, а не выходил на сцену перед тем, как сесть в него. Благодаря спецэффектам и операторским приёмам кинопостановщики делали так, что призрак исчезал и появлялся, чтобы подчеркнуть тот факт, что только Макбет может его видеть.
Театральные постановщики использовали другие методы, чтобы изобразить привидение. В конце XIX века в постановках Генри Ирвинга использовался широкий спектр подходов к этой задаче. В 1877 году для создания призрачного образа применялся зелёный силуэт, а десять лет спустя — специальное кресло, на котором актёр появлялся сначала посреди сцены, а затем среди зрителей. В 1895 столб голубого света служил для обозначения присутствия духа Банко. В 1933 году российский режиссёр Фёдор Комиссаржевский поставил версию спектакля, в которой в качестве призрака использовал тень Макбета.
Образ самого Банко получил различные интерпретации в театральных постановках и киноэкранизациях. Так, в 1936 году Орсон Уэллс поставил пьесу в рамках Федерального театрального проекта — «Вуду Макбет», в которой все роли исполнили афроамериканцы, Банко сыграл Канада Ли. Акира Куросава в своём фильме «Трон в крови» (1957) перенёс события пьесы в средневековую Японию. Васидзу (Макбет) убивает Мики (Банко в исполнении Минору Тиаки) после того, как его жена сообщает ему о своей беременности. Когда призрак является на банкет, пьяный Васидзу теряет над собой контроль и раскрывает своё предательство, обнажив свой меч и вскричав, что готов убить Мики во второй раз. В экранизации 1971 года Романа Полански Банко сыграл известный театральный актёр Мартин Шоу в стиле, напоминающем ранние постановки. В версии Полански Банко не одобряет господство Макбета, пребывая в молчании в то время, как другие таны приветствуют Макбета в качестве короля.